# Radikálně pokroková strana
Radikálně pokroková strana nebo Česká strana radikálně pokroková byla českou pokrokově-nacionální politickou stranou v době Rakouska-Uherska. Vznikla 4. dubna 1897 odštěpením radikálních poslanců od Mladočeské strany. Hlavními představili byli osobnosti jako Antonín Kalina, Josef Karel Šlejhar, Antonín Čížek II., Alois Hajn nebo předseda strany Antonín Hajn. Strana zanikla 20. dubna 1908 splynutím do Státoprávní pokrokové strany.

## Působení
Členstvo strany se rekrutovalo především z levicovější části české odbojové skupiny okolo procesu s tzv. Českoslovanskou omladinou v letech 1893 až 1894 a mladých představitelů Pokrokového hnutí, kdežto pravicovější část omladinářů představovalo členstvo Státoprávně radikální strany. Strana byla spolu s Českou stranou národně sociální jednou z prvních radikálně-politických sil, prosazující absolutní nezávislost českého národa a státu.
V době ustavení byla strana spíše okrajovou silou politického spektra. S mnoha představiteli se znal i Tomáš Garrigue Masaryk, pro něj však byla strana příliš radikální a podle jeho slov si s představiteli radikálních pokrokářů příliš nerozuměl.
Ovšem přibližně o 30 let později v Hovorech s T. G. Masarykem uvedl:
„Tenkrát jsem si nebyl vědom, že jsem mladíkům poněkud křivdil a že za dvacet let nastoupím sám cestu revoluce.“
V průběhu působení byla strana vnímána jako jedna ze tří radikálních stran, ideologicky definovaná na základech tzv. klasického radikalismu. V roce 1907 strana společně s dalšími stranami radikálního bloku, Českou stranou národně sociální a Státoprávně radikální stranou vytvořila tzv. Demokratickou koncentraci státoprávní jako platformu pro společný koaliční postup. Strany 4. dubna 1907 uspořádali společný sjezd u příležitosti 10. výročí vzniku ČSNS a dohodli se na společném postupu do voleb do Říšské rady v roce 1907. V následujících květnových volbách získala demokratická koncentrace 9 ze 108 českých mandátů.
Vedení strany ve snaze o zlepšení pozice radikálních myšlenek v rámci české politiky společně se Státoprávně radikální stranou 20. dubna 1908 rozhodlo o sloučení do nové Státoprávní pokrokové strany.

## Volební výsledky

### Říšská rada
| Volby | Hlasy | Hlasy | Mandáty | Mandáty |
| Volby | Abs.  | %     | Abs.    | ±       |
| ----- | ----- | ----- | ------- | ------- |
| 1901  | 601   | 0,06  | 0/425   | ▬0      |
| 1907  | 9 898 | 0,21  | 2/516   | ▲2      |

### Český zemský sněm
Hlasy z voleb 1901 jsou uvedeny za koalici se Státoprávně radikální stranou. Pro rok 1908 pak za koalici s radikálními pokrokáři a Českou stranou národně sociální.
| Volby | Hlasy  | Hlasy | Mandáty | Mandáty |
| Volby | Abs.   | %     | Abs.    | ±       |
| ----- | ------ | ----- | ------- | ------- |
| 1901  | 8 954  | 3,7   | 2/242   | ▲2      |
| 1908  | 24 587 | 6,1   | 1/242   | ▼1      |